# Anarchie criminelle

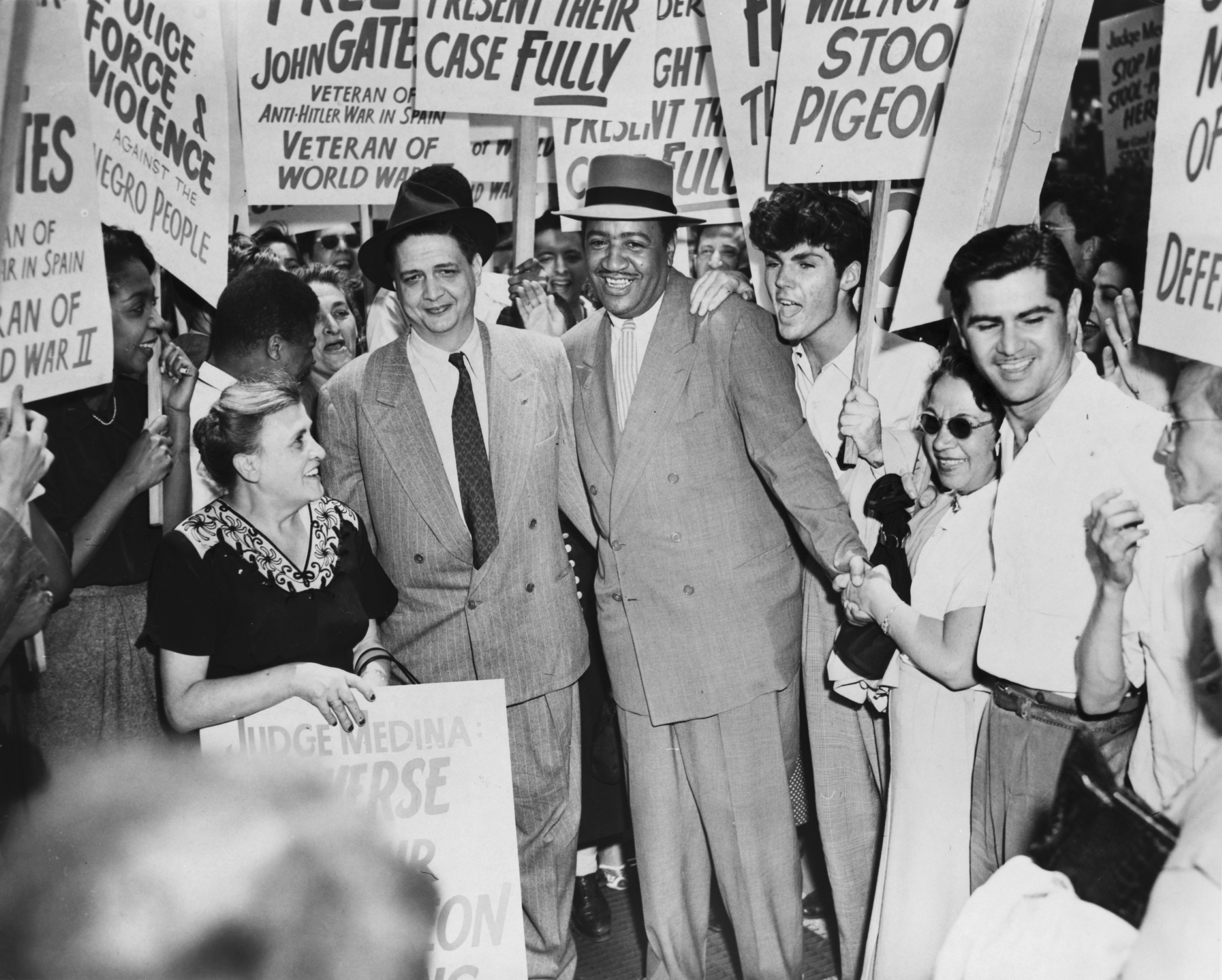
Robert Thompson et Benjamin Davis, entourés de partisans, quittant le tribunal fédéral de New York, où se tient leur procès pour violation du Smith Act.

L'anarchisme criminel ou anarchie criminelle (criminal anarchy) est, en droit criminel de plusieurs juridictions des États-Unis, la doctrine selon laquelle le gouvernement légal devrait être renversé par la violence ou tout autre acte criminel.

## Description
L'anarchisme criminel décrit la doctrine selon laquelle le gouvernement organisé doit être renversé par la force, la violence, l'assassinat politique ou tout autre moyen illégal,,,.
Ce terme décrit aussi, par extension, l'apologie de cette doctrine, l'organisation d'une organisation prônant une telle doctrine ou la commission d'actes inspirés par l'anarchie criminelle.
Les peines pour la commission de cette infraction pouvaient inclure, en plus de l'emprisonnement ou du paiement d'une amende, la perte des droits politiques.

## Histoire

### Genèse

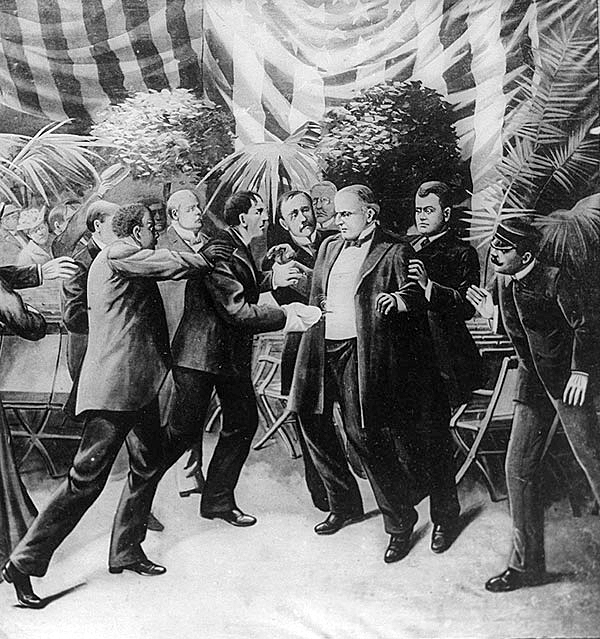
L'assassinat du président MacKinley.

Après l'assassinat du président MacKinley par l'anarchiste Leon Czolgosz en 1901, plusieurs juridictions américaines établirent des lois visant l'anarchisme et la propagande par le fait,, ; un an après l'assassinat, l'État de New York, où le président fut tué, devint le premier État à promulguer une telle loi.

### Développement

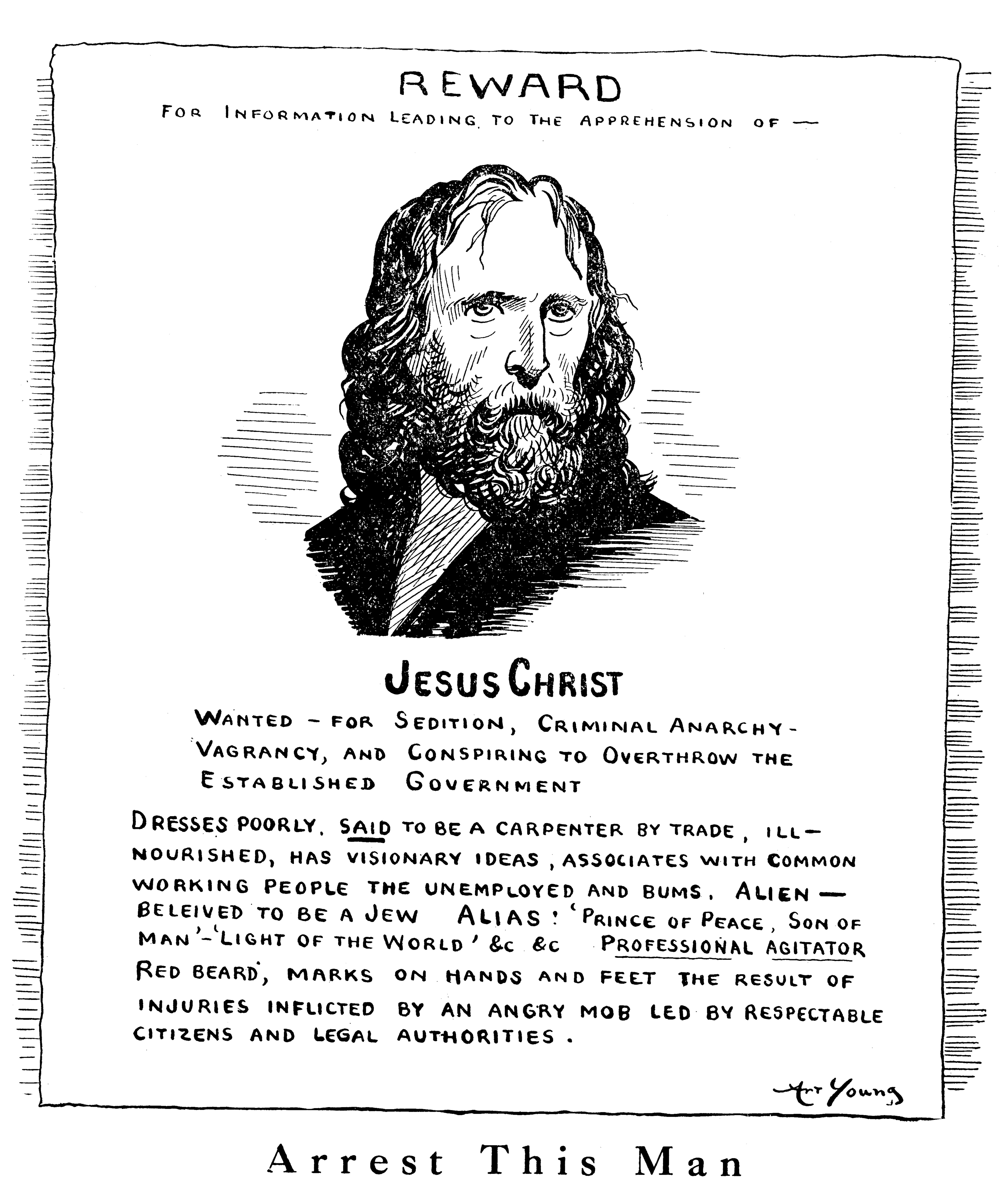
Caricature d'Art Young montrant Jésus accusé d'anarchie criminelle par les autorités constituées, publiée pour la première fois dans le journal The Masses en 1917.

Le mouvement afin de promulguer de telles lois s'accrut après l'entrée en guerre des États-Unis ainsi que la révolution d'Octobre, qui causèrent une Peur rouge et la répression du mouvement ouvrier.
En 1925, Benjamin Gitlow vit sa condamnation pour violation du Criminal Anarchy Law of 1902 conformée par la Cour suprême des États-Unis; membre fondateur du Parti communiste des États-Unis d'Amérique, il avait publié le Manifeste de l'aile gauche,,.
À la veille de la Seconde Guerre mondiale, trente-cinq États avaient des lois contre l'anarchie criminelle ou le syndicalisme criminel,.
En 1955, dans un contexte de maccarthysme et lors du cas Pennsylvania v. Nelson, l'avocat général des États-Unis témoigna que tous les 48 États fédérés d'alors, ainsi que les territoires de l'Alaska et d'Hawaï, avaient des lois punissant l'apologie de l'anarchisme criminel ainsi que la commission d'actes inspirés par cette doctrine, bien que ces lois diffèrent de par leur rédaction, qui fut décrite, pour certains, comme présentant de sérieuses lacunes au regard de la définition de l'offense.

### Déclin et restriction
Cependant, l'évolution des mentalités ainsi que le changement de la jurisprudence de la Cour suprême des États-Unis sur le Premier amendement firent disparaitre la plupart des lois portant sur la pénalisation de l'anarchie, ou du moins en restreignirent la portée aux cas de menaces réelles de violence: en 1957, dans le cas Yates v. United States, la Cour suprême décida qu'un discours ne pouvait être interdit que dans les cas de "danger clair et présent" ("clear and present danger"), jurisprudence renforcée en 1969 par le cas Brandenburg v. Ohio, qui introduisit la notion d'"action illégale imminente" ("imminent lawless action").

### Actualité récente
En 2004, dans l’État du Rhode Island, le gouverneur Donald Carcieri proposa une loi contre le terrorisme, inspirée du Patriot Act, réutilisant les articles du code pénal visant la "promotion de l'anarchie"; après une polémique, il retira sa proposition et proposa l'abrogation des articles contre l'anarchisme,.
Bien que ces lois soient maintenant rarement appliquées, en 2012, la Cour suprême du Nevada cassa une condamnation pour anarchie criminelle contre Garu Rosales, qui fit plusieurs menaces de mort par téléphone, graffitis et tracts, contre la police ainsi qu'un procureur, et tira des coups de feu dans les domiciles d'agents de police, l'intention de détruire le gouvernement légal n'ayant pas été prouvée par le parquet; cependant, le reste des inculpations fut maintenu,.

### Cas célèbres ou notables

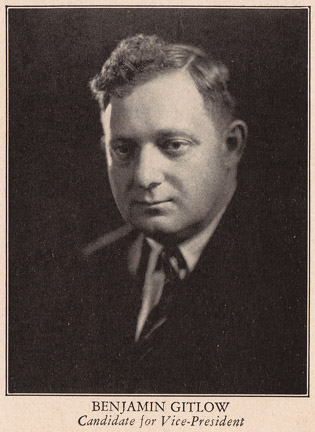
Benjamin Gitlow fut condamné pour anarchie criminelle pour avoir publié le Manifeste de l'aile gauche.

- Benjamin Gitlow (en) fut, en 1925, condamné pour anarchie criminelle[6],[7]
- De 1949 à 1958, onze dirigeants du Parti communiste des États-Unis d'Amérique furent jugés pour violation du Smith Act ; dix furent condamnés à cinq ans de prison et 10 000 $ d'amende, et le onzième, Robert G. Thompson, un héros de la Seconde Guerre mondiale, fut à ce titre condamné à seulement trois ans; les condamnations furent confirmées par la Cour suprême fédérale en 1958[Droit 4]
- En 1962, Dion Diamond, freedom rider, ancien étudiant à l'Université Howard et secrétaire du Student Nonviolent Coordinating Committee, alors qu'il tentait de rencontrer des étudiants bloquant le campus Sud de la Southern University, fut arrêté pour vagabondage, violation de propriété, troubles à l'ordre public et anarchie criminelle par la police de l'État de Louisiane avant que cette dernière accusation soit abandonnée ; Bob Zellner et Charles McDrew furent également arrêtés pour ces chefs d'accusations lorsqu'ils tentèrent d'aller voir Diamond dans la prison où il était détenu[13],[14],[15]

## Actuellement[Quand?]

### Gouvernement fédéral
Le gouvernement fédéral, de par le Smith Act, punit l'apologie de la destruction du gouvernement des États-Unis ou de toute subdivision de l'Union.
En plus d’être incapable, pour une certaine durée de temps après condamnation, d'avoir un office politique ou dans la fonction publique fédérale, le condamné peut perdre la nationalité américaine ou être expulsé.
Il est demandé, à ceux voulant entrer sur le territoire américain, s'il soutiennent le renversement par la force du gouvernement.

### États fédérés
En 2025, les États de l'Arkansas, du Colorado,, de Floride,,, de l'Illinois, de Louisiane, du Massachusetts, du Mississippi, de New York, du Nevada, du Texas, du Vermont, de la Virginie, de la Virginie-Occidentale,, de Washington et du Wisconsin, pénalisent l'anarchie criminelle ou plus largement l'apologie du renversement violent du gouvernement légal.
De plus:
- la Californie[Droit 26], le Kansas[Droit 27] et l'Ohio[Droit 28] interdisent aux partis prônant l'anarchie criminelle de se présenter aux élections;
- le New Jersey refuse l'effacement des condamnations pour anarchie criminelle[Droit 29] ;
- la Géorgie[Droit 30] interdit aux personnes coupables d'anarchie criminelle d'avoir un office public[Droit 31] et dissout toute organisation prônant cette doctrine[Droit 32].